# 50e cérémonie des Golden Horse Film Festival and Awards
La 50e cérémonie des Golden Horse Film Festival and Awards s'est déroulée le 23 novembre 2013 au mémorial de Sun Yat-Sen à Taipei, Taïwan. Organisés par le Taipei Golden Horse Film Festival Executive Committee, ces prix récompensent les meilleurs films en langue chinoise de 2012 et 2013.

## Palmarès

### Meilleur film
- Ilo Ilo de Anthony Chen
  - A Touch of Sin de Jia Zhangke
  - The Grandmaster de Wong Kar-wai
  - Les Chiens errants de Tsai Ming-liang
  - Drug War de Johnnie To

### Meilleur réalisateur
- Tsai Ming-liang pour Les Chiens errants

### Meilleur acteur
- Lee Kang-sheng pour Les Chiens errants

### Meilleure actrice
- Zhang Ziyi pour The Grandmaster